# 珊瑚裸臀鯙
珊瑚裸臀鯙，又稱輻鰭魚綱鰻鱺目鯙亞目鯙科的其中一種，分布於中太平洋區，包括夏威夷群島、強斯頓環礁、皮特凱恩群島等海域，體長可達29.3公分，棲息在珊瑚礁、岩石海域，屬肉食性，生活習性不明。

## 擴展閱讀
維基物種上的相關：珊瑚裸臀鯙